# Karel Wilfert mladší

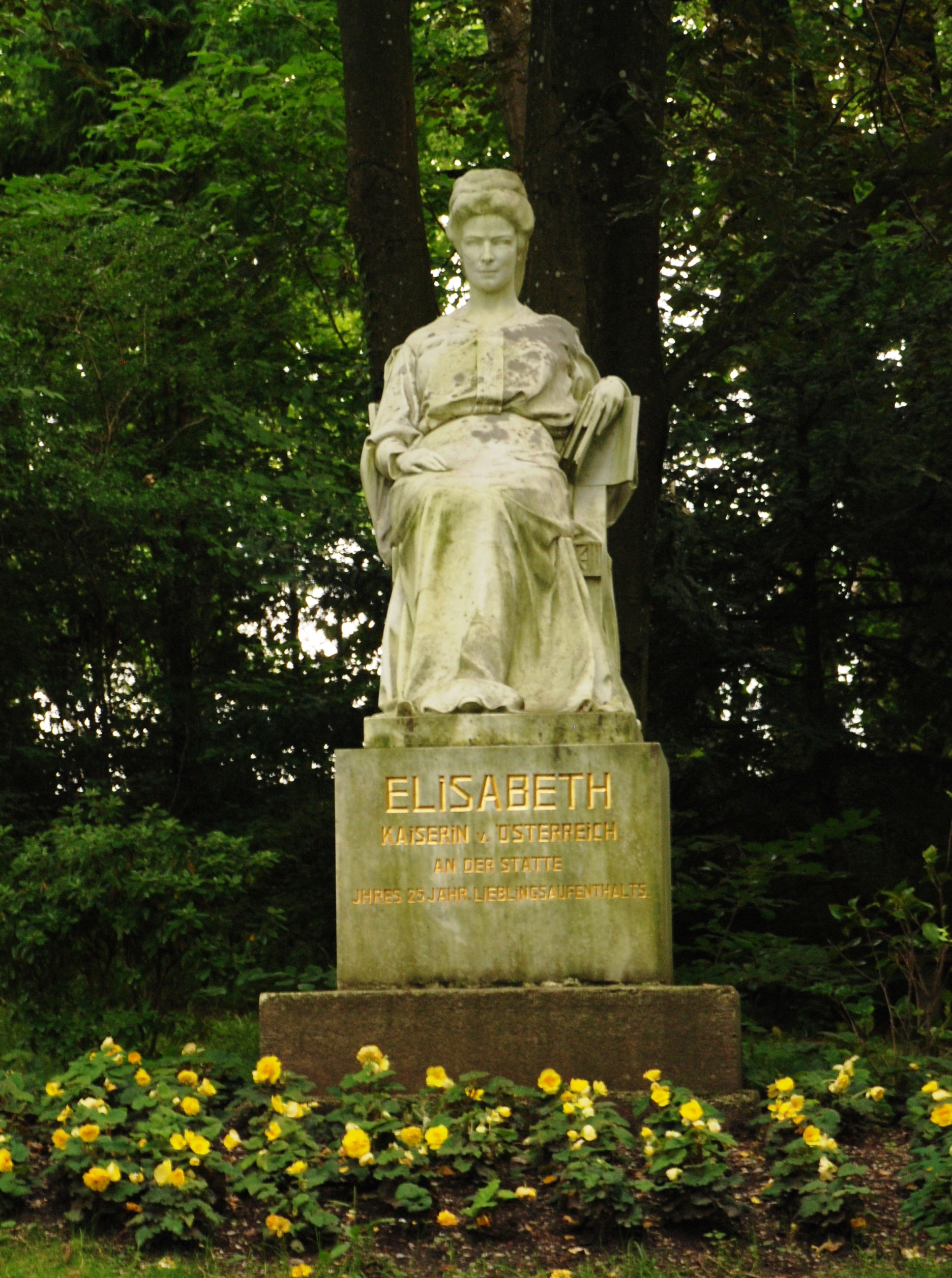
Pomník císařovny Alžběty ve Feldafingu

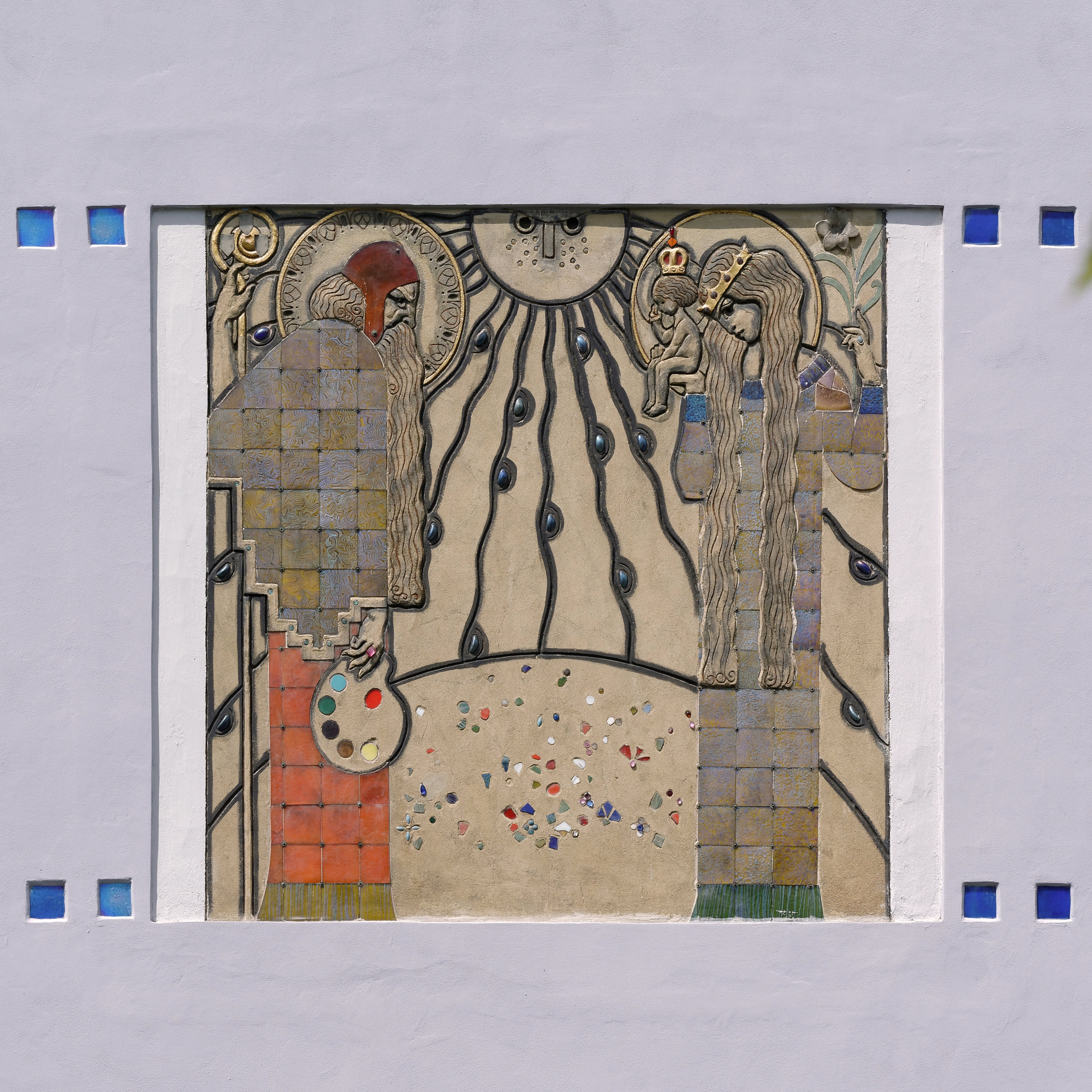
Alegorie malířství a sochařství na fasádě Modrého domu v Praze

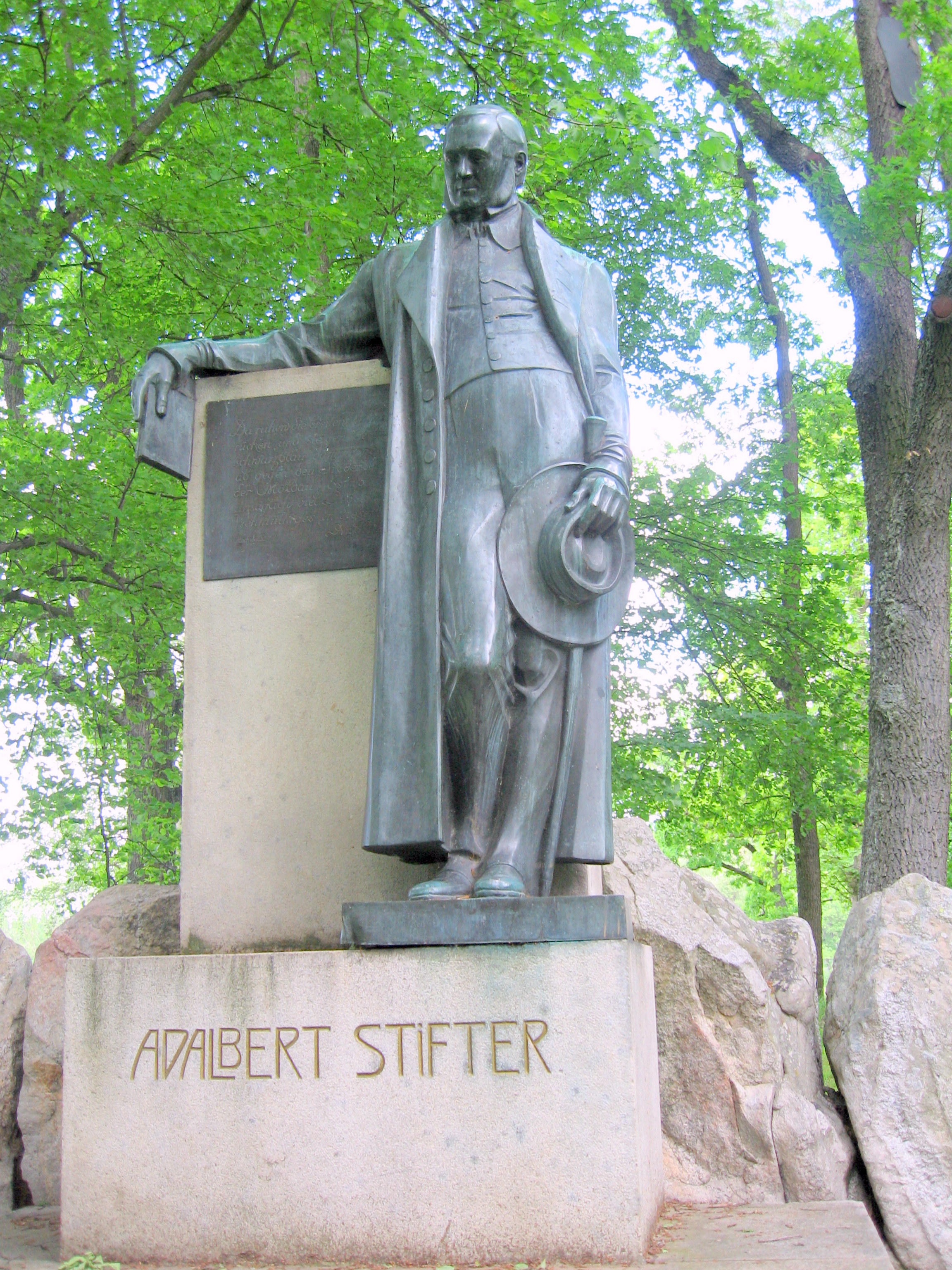
Pomník Adalberta Stiftera v Horní Plané

Karel Wilfert mladší, také Josef Karel Wilfert (17. února 1879 Cheb nebo Krásno – 17. ledna 1932 Cheb) byl česko-německý sochař období secese a realismu, a pedagog.

## Život
Pocházel z rodiny chebského sochaře Karla Wilferta staršího (1847–1916), v jehož dílně se od dětství učil kameníkem a sochařem. Ve 14 letech odešel do Prahy studovat dekorativní sochařství na Uměleckoprůmyslové škole, absolvoval u Stanislava Suchardy. V letech 1895–1901 vystudoval sochařství na Akademii výtvarných umění v Praze ve třídě profesora Josefa Václava Myslbeka. Za svou školní práci, sochařskou kompozici Svět práce, byl při studiu oceněn první a druhou státní cenou. Dále absolvoval několik studijních cest, rád jezdil do Itálie a do Francie. Od roku 1904 bydlel v Praze – Bubenči v domě čp. 216/VII v ulici Jana Zajíce. Dal si postavit vilu podle projektu Josefa Zascheho letech 1908 – 1909 dva roky učil v Praze 7 Na Špejchaře v Modrém domě čp. 291/VII, který dal postavit pro svou rodinu a pro soukromou uměleckoprůmyslovou školu, kterou společně s grafikem Richardem Heinrichem Teschnerem založil a vedl. Po jejím zrušení se vrátil do Chebu a vilu Teschnerovi prodal.

## Dochovaná díla
- Pomník císařovny Alžběty z Františkových Lázní, carrarský mramor, (roku 1919 přenesen do Feldafingu v Bavorsku
- Kamenný památník s bronzovou bustou Johanna Wolfganga Goetha, park ve Františkových Lázních
- Pomník Kláry Nonnerové, obchodnice a mecenášky města, park ve Františkových Lázních[3]
- Pomník císaře Josefa II. z Chebu, bronz; r. 1919 odstraněn a uložen ve skladišti, kde přišel o paži; po roce 1989 instalován do parku ve Františkových Lázních
- Pomník Adalberta Stiftera, bronz, Horní Planá 1906
- Pomník s bronzovou bustou Friedricha Schillera, žula, bronz, Cheb, vztyčen ke 100. výročí Schillerovy návštěvy Chebu (1892) - dílo otce Karl Wilfert staršího (1847–1916)
- Busta Angela Neumanna, barytonisty a ředitele Stavovského a později Národního divadla v Praze (foyer Národního divadla)
- Krypta rodiny Wilfertů na hřbitově v Chebu – dílo otce a syna Wilfertů
- Pieta a portál rodinné hrobky Catinelli na hřbitově v Chebu, carrarský mramor a žula, na hřbitově v Chebu
- Dekorace fasády a interiérů Modrého domu, Na Špejchaře v Praze, návrh architekt Josef Zasche, zde Wilfert 2 roky učil
- Památník (obelisk) německým obětem prusko-rakouské války a 1. světové války, žula, Výsluní u Chebu
- Památník obětem 1. světové války se sochou sedícího rytíře, Lázně Kynžvart, Náměstí Republiky
- Památník obětem 1. světové války, pískovec a bronz, 1928; Hranice u Aše (dříve Roßbach)

### Zničená, uloupená nebo nezvěstná díla
- Při dopravě kamene, sádrový model, vystaven r. 1900 na výstavě Krasoumné jednoty v Čechách[4]
- Pomník esperantisty Ludwika Lazara Zamenhofa s pamětní deskou, žula, bronz, ve Františkových Lázních; zničen antisemity roku 1939
- Pomník německého rytíře v Chomutově; stržen roku 1945, dochoval se jen žulový sokl
- Bronzové plastiky atlantů a karyatid v šachtě Glauberova pramene IV. ve Františkových Lázních
- Sochy z náhrobků v Horních Lomanech

## Členství
- Byl členem Metznerbundu, Krasoumné jednoty v Čechách a Sdružení německých výtvarníků v Čechách, v letech 1906–1908 byl jeho předsedou.